# Menchau
Menchau (oberfränkisch: Ohwe-mencha und Undean-mencha) ist ein Gemeindeteil des Marktes Thurnau im Landkreis Kulmbach (Oberfranken, Bayern). Die Gemarkung Menchau hat eine Fläche von 6,335 km². Sie ist in 1024 Flurstücke aufgeteilt, die eine durchschnittliche Flurstücksfläche von 6186,89 m² haben. In ihr liegt neben dem namensgebenden Ort der Gemeindeteil Leesau.

## Geographie
Das Dorf liegt am Fuß des Weißen Berges in einem Talkessel, wo der Aubach in einer gefassten Quelle entspringt. Der an der Jurahochfläche sich hinziehende Steilhang führt Eisenerz. Im Jahre 1879 wurden die von der Eisenerzgruben-Gewerkschaft Fichtelberg betriebenen Gruben Maximilian und Zufriedenheit wegen geringer Ausbeute aufgegeben. Die Kreisstraße KU 8 führt nach Leesau (2 km südwestlich) bzw. an Berndorf vorbei nach Thurnau zur Staatsstraße 2689 (1,3 km nordöstlich), die ihrerseits zur Anschlussstelle 22 der A 70 führt.

## Geschichte
1168 wurde ein „Arnold de Menigen“ urkundlich erwähnt. Dies ist zugleich die erste urkundliche Erwähnung des Ortes. 1188 wurde der Ort „Menegow“ genannt. Der Ortsname leitet sich von managi ab (althochdeutsch für Vielheit, Menge, Gemeinde). Das Suffix ow entspricht der topographischen Lage des Ortes.
Gegen Ende des 18. Jahrhunderts bestand Menchau aus 51 Anwesen. Das Hochgericht und die Dorf- und Gemeindeherrschaft übte das Giech’sche Amt Thurnau aus. Grundherren waren
- das Amt Thurnau (35 Anwesen: 2 Mühlen, 4 Höfe, 2 Halbhöfe, 1 Gut, 13 Gütlein, 5 Sölden, 2 Häuser, 3 Tropfhäuser, 3 Tropfhäuslein),
- das Rittergut Thurnau (1 Gut),
- die Hospitalverwaltung Thurnau (9 Anwesen: 1 Gut, 3 Gütlein, 1 Söldengut, 1 Söldengütlein, 1 Sölde, 1 Wohnhaus, 1 Tropfhäuslein),
- die Pfarrei Thurnau (1 Gütlein, 2 Söldengütlein),
- die Pfarrei Berndorf (1 Söldengut, 1 Haus),
- die Pfarrei Kasendorf (1 Söldengütlein).

Über alle Anwesen hatte das Amt Thurnau Steuer- und Vogteirecht.
Von 1797 bis 1810 unterstand der Ort dem Patrimonialgericht Thurnau. Mit dem Gemeindeedikt wurde Menchau dem 1811 gebildeten Steuerdistrikt Limmersdorf zugewiesen. Mit dem Zweiten Gemeindeedikt (1818) entstand die Ruralgemeinde Menchau, zu der Leesau gehörte. Sie war in Verwaltung und Gerichtsbarkeit dem Herrschaftsgericht Thurnau (ab 1852 Landgericht Thurnau) zugeordnet und in der Finanzverwaltung dem Rentamt Thurnau (1919 in Finanzamt Thurnau umbenannt). Ab 1862 gehörte Menchau zum Bezirksamt Kulmbach (1939 in Landkreis Kulmbach umbenannt). Die Gerichtsbarkeit blieb beim Landgericht Thurnau (1879 in das Amtsgericht Thurnau umgewandelt), seit 1929 ist das Amtsgericht Kulmbach zuständig. 1899 wurde Putzenstein von der Gemeinde Neustädtlein abgetreten. Die Finanzverwaltung wurde 1929 vom Finanzamt Kulmbach übernommen. Die Gemeinde hatte eine Gebietsfläche von 6,325 km².
Am 1. Januar 1973 wurde die Gemeinde Menchau im Zuge der Gebietsreform in Bayern in den Markt Thurnau eingegliedert.

### Bau- und Bodendenkmäler
- Aubachquelle
- Haus Nr. 3: Zugehöriger Kasten mit Laube
- Haus Nr. 3: Zugehöriger Brunnen
- Haus Nr. 23: Wohnstallhaus
- mittelalterliches Steinkreuz

### Einwohnerentwicklung

#### Gemeinde Menchau
| Jahr      | 1818  | 1840   | 1852   | 1855   | 1861   | 1867   | 1871   | 1875   | 1880   | 1885   | 1890   | 1895   | 1900   | 1905   | 1910   | 1919   | 1925   | 1933   | 1939   | 1946   | 1950   | 1952   | 1961   | 1970   |
| Einwohner | 221   | 247    | 291    | 297    | 300    | 296    | 300    | 283    | 297    | 307    | 292    | 298    | 289    | 289    | 282    | 274    | 260    | 243    | 226    | 323    | 334    | 299    | 258    | 224    |
| Häuser    | 61    |        |        |        |        |        | 51     |        |        | 57     | 58     |        | 54     |        |        |        | 45     |        |        |        | 47     |        | 50     |        |
| Quelle    | [ 9 ] | [ 14 ] | [ 14 ] | [ 14 ] | [ 15 ] | [ 16 ] | [ 17 ] | [ 18 ] | [ 19 ] | [ 20 ] | [ 21 ] | [ 14 ] | [ 22 ] | [ 14 ] | [ 23 ] | [ 14 ] | [ 24 ] | [ 14 ] | [ 14 ] | [ 14 ] | [ 25 ] | [ 14 ] | [ 10 ] | [ 26 ] |

#### Ort Menchau
| Jahr      | 001809 | 001818 | 001861 | 001871 | 001885 | 001900 | 001925 | 001950 | 001961 | 001970 | 001987 |
| Einwohner | 217    | 159    | 222    | 210    | 216    | 204    | 181    | 231    | 194    | 166    | 158    |
| Häuser    |        | 48     |        |        | 41     | 38     | 31     | 32     | 35     |        | 37     |
| Quelle    | [ 27 ] | [ 9 ]  | [ 15 ] | [ 17 ] | [ 20 ] | [ 22 ] | [ 24 ] | [ 25 ] | [ 10 ] | [ 26 ] | [ 1 ]  |

## Religion
Der Ort ist seit der Reformation evangelisch-lutherisch geprägt und nach Friedenskirche (Berndorf) gepfarrt.